# 波多浦駅
波多浦駅（はたうらえき）は、熊本県宇城市三角町波多（塩屋地区）にある、九州旅客鉄道（JR九州）三角線（あまくさみすみ線）の駅である。

## 歴史
総工費190万円を地元が負担して建設された請願駅である。
- 1959年（昭和34年）12月25日：日本国有鉄道が開設[1]。気動車の旅客のみを取り扱う駅員無配置駅[2]。
- 1987年（昭和62年）4月1日：国鉄分割民営化によりJR九州が承継[3]。

## 駅構造
単式ホーム1面1線を有する地上駅。
無人駅で駅舎は無くホームの上に二つ待合所があるのみである。うち片方には自動券売機が一台設置されており近距離乗車券の購入が可能である。ICカード乗車券「SUGOCA」の利用は出来ない。
名誉駅長指定駅であり、駅全体は比較的きれいに保たれている。

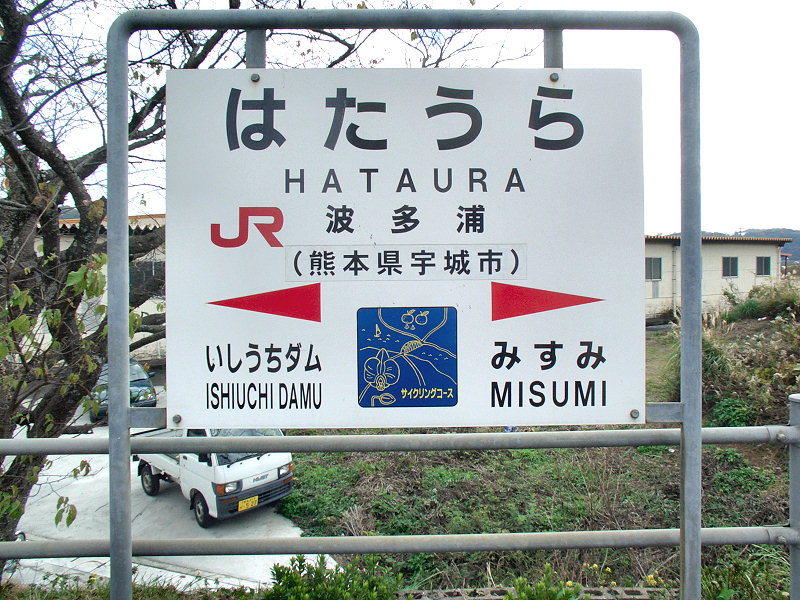
戸馳島にちなんだイラストの描かれた駅名標

## 利用状況
- 1日平均乗降人員の推移は以下の通り。

| 乗降人員推移 | 乗降人員推移 |
| 年度         | 1日平均人数  |
| ------------ | ------------ |
| 2005         | 552          |
| 2006         | 560          |
| 2007         | 508          |
| 2008         | 462          |
| 2009         | 404          |

## 駅周辺
駅周辺は住宅地である。この当たりから三角駅までは海沿いの集落に沿って走る。
- 宇城市立三角中学校
- 済生会三角病院
- JA宇城三角支所
- 塩屋簡易郵便局
- メディカル・カレッジ青照館
- 三角町B&G海洋センター - 体育館等。
- 戸馳大橋 - 戸馳島に通じる。

### バス路線
駅裏側の踏切付近に「塩屋」停留所があり、産交バスの路線が発着する。
産交バス
- 松橋三角線

三角産交行き / 松橋産交行き
※日曜祝日は運休。

## 隣の駅
九州旅客鉄道（JR九州）
■あまくさみすみ線（三角線）
石打ダム駅 - 波多浦駅 - 三角駅